# Scinax acuminatus
Scinax acuminatus é uma espécie de anfíbio da família Hylidae. Pode ser encontrada na Argentina, Brasil, Paraguai e Bolívia.